# Стерковець
Стерковець (пол. Sterkowiec) — село в Польщі, у гміні Бжесько Бжеського повіту Малопольського воєводства.
Населення — 945 осіб (2011).
У 1975-1998 роках село належало до Тарновського воєводства.

## Демографія
Демографічна структура станом на 31 березня 2011 року:
|          | Загалом | Допрацездатний вік | Працездатний вік | Постпрацездатний вік |
| -------- | ------- | ------------------ | ---------------- | -------------------- |
| Чоловіки | 467     | 100                | 317              | 50                   |
| Жінки    | 478     | 99                 | 296              | 83                   |
| Разом    | 945     | 199                | 613              | 133                  |